# لاژیشتی
لاژیشتی (به چکی: Lažiště) یک منطقهٔ مسکونی در جمهوری چک است که در ناحیه پراخاتیتسه واقع شده‌است. لاژیشتی ۴٫۲۶ کیلومتر مربع مساحت و ۳۰۰ نفر جمعیت دارد و ۶۶۳ متر بالاتر از سطح دریا واقع شده‌است.